# 취약 X 증후군
취약 X 증후군(Fragile X syndrome)은 X 염색체 이상으로 생기는 증후군이다. 마틴-벨 증후군이라고도 한다. 정신지체와 위아래로 긴 얼굴, 평발 등을 동반한다.

## 같이 보기
- 증상